# Carlos Linneo el Joven

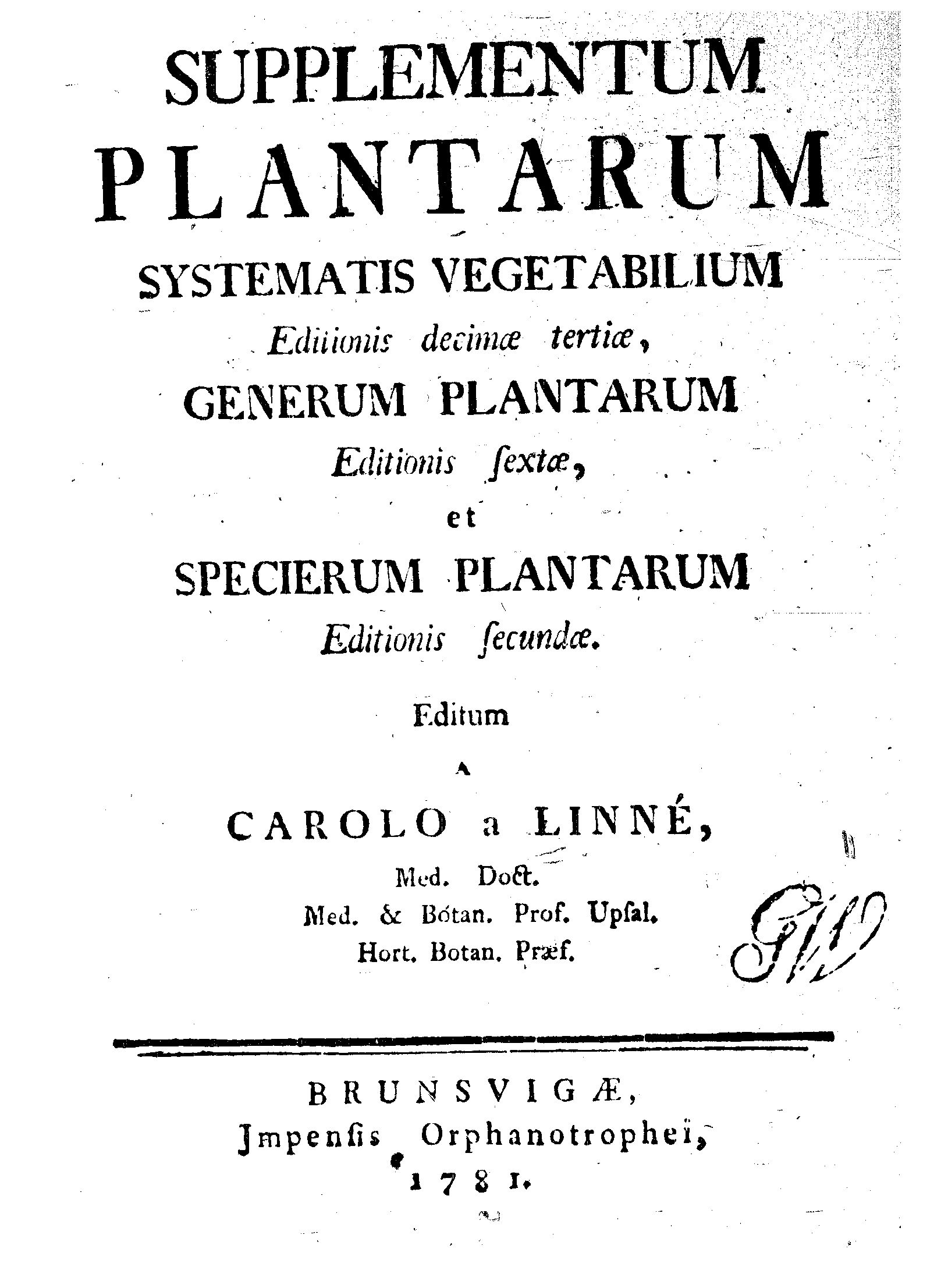
Frontispicio de Supplementum Plantarum.

Carl von Linné, también nombrado Carolus Linnaeus Filius (en español, Carlos Linneo el Joven; Falun, 1741-Upsala, 1783) fue un naturalista sueco, hijo del célebre sistemático del mismo nombre Carlos Linneo (1707-1778). Para distinguirlo de su padre, se le cita como Linnaeus filius (abreviado en botánica como L. f.).

## Biografía
El joven Linneo frecuentó la Universidad de Upsala desde la edad de nueve años, donde los estudiantes de su padre (entre ellos, Pehr Löfling (1729-1756), Daniel Solander (1733-1782) y Johann Peter Falck (1732-1774)) le enseñan ciencias. En 1763, apenas con 22 años, sucede a su padre en la cátedra de medicina de Upsala. Su nombramiento como profesor, sin haber pasado examen ni haber defendido una tesis, le vale el resentimiento de sus colegas.
Su obra es modesta, comparada con la de su padre. En su obra más conocida, Supplementum Plantarum systematis vegetabilium, aparecida en 1781, completa las descripciones botánicas de Linneo y de sus discípulos.
Hereda las inmensas colecciones científicas de su padre y sus correspondencias con los científicos de la época. Se dedica a preservar el conjunto. Muere sin heredero el 1 de noviembre de 1783 de una ictericia contraída en un desplazamiento a Londres. Su madre Sarah Elisabeth Moraea vende entonces las colecciones a Sir James Edward Smith (1759-1828), que las legará a continuación a la Sociedad Linneana de Londres.

## Obra
- Decas prima (et secunda) plantarum rariorum horti upsaliensis, 1762-1763

- Nova graminum genera..., 1779

- Supplementum plantarum systematis vegetabilium editionis decimae tertiae, Generum plantarum editionis sextae, et Specierum plantarum editionis secunda, 1781

- Methodus muscorum illustra, Upsala 1784
- La abreviatura «L.f.» se emplea para indicar a Carlos Linneo el Joven como autoridad en la descripción y clasificación científica de los vegetales.[1]

Distinguió más de 2000 especies, subespecies, y variedades botánicas.